# Оптика
О́птика (англ. optics) — розділ фізики, в межах якого вивчається природа оптичного випромінювання (світла), досліджуються процеси випромінення світла, його поширення в різноманітних середовищах і взаємодії з речовиною.
Оптика вивчає широку область спектра електромагнітних хвиль, що примикають до діапазону видимого світла: ультрафіолетову область (зокрема з м'яким рентгенівським випромінюванням) та інфрачервону (до міліметрових радіохвиль); експериментальне та теоретичне вивчення випромінювання світла, його поширення в середовищах різноманітної природи, поглинання в середовищі, а також заломлення та відбиття на границі поділу, взаємодії кількох світлових потоків, утворення когерентних джерел світла, оптичного запису інформації. Дослідження використовують широко відомі або оригінальні методи.
Відмінність оптики від інших розділів фізики, що пов'язані з електромагнітним випромінюванням, полягає не лише в довжинах досліджуваних хвиль, але й у сукупності особливих, розвинутих історично і широко використовуваних методів і понять.
Оптика поділяється на геометричну оптику, фізіологічну оптику, фізичну оптику, нелінійну оптику тощо.

## Історія

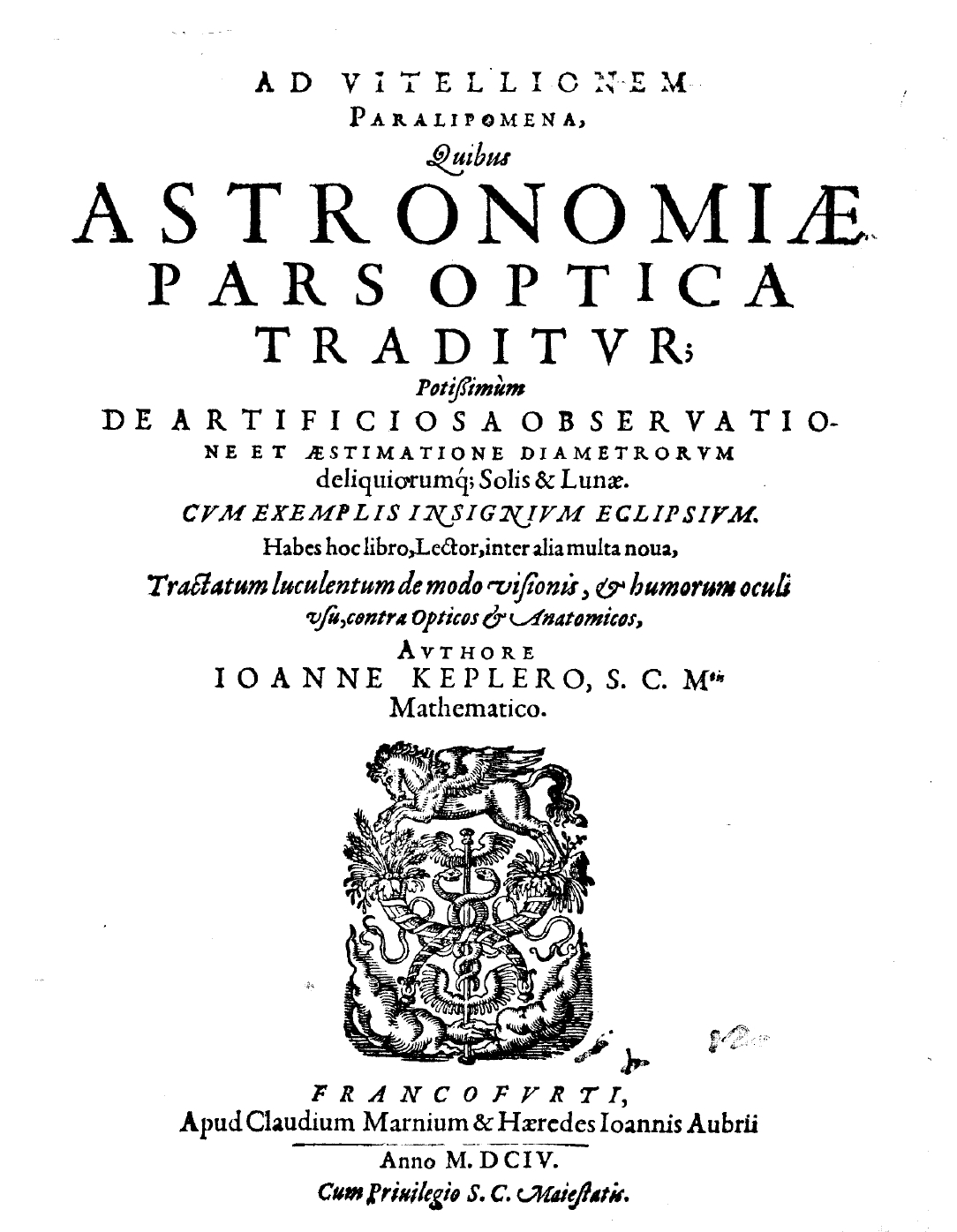
Перший трактат про оптику Йоганна Кеплера (1604 р.)

Оптика почалася з розробки лінз стародавніми єгиптянами та мешканцями Месопотамії. Найдавніші відомі лінзи, виготовлені з полірованого кришталю, часто кварцу, датуються ще 2000 роком до нашої ери з Криту (Археологічний музей Іракліона, Греція). Лінзи з Родосу датуються приблизно 700 роком до н. е., як і ассирійські лінзи, як-от лінза Німруда. Стародавні римляни та греки наповнювали скляні кулі водою для виготовлення лінз. Цей практичний розвиток супроводжувався розвитком теорій світла та зору давньогрецькими та індійськими філософами, а також розвитком геометричної оптики в греко-римському світі. Слово оптика походить від давньогрецького слова ὀπτική (optikē), що означає «зовнішній вигляд, погляд».
Грецька філософія про оптику мала дві супротивні теорії про те, як працює зір — теорію входження (інтромісії) і теорію випромінювання (емісії). Підхід входження розглядав зір як такий, що працює завдяки тому, що об'єкти відкидають копії самих себе, які захоплюються оком. З багатьма прихильниками такими як Демокріт, Епікур, Арістотель та інші, скидається на те, що ця теорія має певний зв'язок зі сучасними теоріями того, чим насправді є бачення, але це були лише роздуми без будь-якого дослідницького підґрунтя.

## Класична оптика

### Геометрична оптика
Вивчає закони поширення світлових променів.
Геометрична оптика розглядає світло, не зважаючи на його хвильову природу, тобто у тому разі, коли довжина хвилі мала порівняно з тими тілами, що впливають на хід променів.
Геометрична оптика, чи променева оптика, визначає поширення світла як «променів», котрі рухаються прямими лініями і шляхи яких, визначаються законами відбиття і заломлення на межах між різними середовищами. Ці закони були виявлені дослідним шляхом ще 984 року нашої ери і використовувалися для розробки оптичних складових та приладів, відтоді й донині. Їх можна підсумувати так:
- Коли промінь світла потрапляє на межу між двома прозорими речовинами, він поділяється на відбитий і заломлений промінь.

- Закон відбиття говорить, що віддзеркалений промінь лежить у площині падіння, а кут відбиття дорівнює куту падіння.

#### Наближення
Геометричну оптику часто спрощують за допомогою параксіального наближення або «наближення малого кута». Тоді математична поведінка стає лінійною, що дозволяє описувати оптичні складові та системи простими матрицями. Це приводить до методів Гауссової оптики та параксіального трасування променів, які використовуються для визначення основних властивостей оптичних систем, як-от приблизне положення зображення й предмета та збільшення.

#### Відбиття

Показ дзеркального відбиття

Відбиття можна поділити на два типи: дзеркальне і дифузне відбиття. Дзеркальне відбиття стосується блискучих поверхонь, як-от
дзеркала, котрі відбивають світло простим, передбачуваним способом. Це дозволяє створювати віддзеркалені зображення, які можна асоціювати зі справжнім (дійсним) або екстрапольованим (віртуальним) розташуванням у просторі. Розсіяне (дифузне) відбиття характеризує неблискучі матеріали, як-от папір або камінь. Відбиття від цих поверхонь можна описати лише статистично, з точним розподілом відбитого світла залежно від мікроскопічної структури речовини. Багато дифузних відбивачів описуються або можуть бути представлені косинусним законом Ламберта, який стосується поверхонь, які мають однакову яскравість, якщо дивитися під будь-яким кутом. Глянцеві (блискучі) поверхні, можуть давати як дзеркальне, так і дифузне відбиття.

#### Заломлення

Заломлення на межі повітря/вода

Заломлення відбувається, коли світло проходить крізь ділянку простору, що має змінний показник заломлення; це явище дозволяє використовувати лінзи та фокусувати світло. Найпростіший випадок заломлення виникає, коли існує межа розподілу між однорідним середовищем з одним показником заломлення та іншим середовищем з відмінним показником заломлення. У таких становищах, підсумкове відхилення світлового променя, визначає закон Снеліуса.

### Фізична оптика
Вивчаються явища інтерференції, дифракції, поляризації світла та інші процеси, в яких наближення геометричної оптики не справджується.
Більш докладно — у фізичній оптиці вважається, що світло поширюється як хвиля. Ця модель передбачає такі явища, як інтерференція та дифракція, які не пояснюються геометричною оптикою. Швидкість світлових хвиль у повітрі становить приблизно 3,0×108 м/с (дорівнює 299 792 458 м/с у вакуумі). Довжина хвилі видимого світла коливається від 400 до 700 нм, але термін «світло» також часто застосовують до інфрачервоного (0,7-300 мкм) і ультрафіолетового випромінювання (10-400 нм). Хвильову модель можна використовувати для передбачування поведінки оптичної системи, не вимагаючи пояснення того, що саме та в якому середовищі «хвилюється». До середини 19 століття більшість фізиків вірили в «ефірне» середовище, де поширювалося світлове збурення. Існування електромагнітних хвиль було передбачено 1865 року, рівняннями Максвелла. Ці хвилі поширюються зі швидкістю світла та мають різні електричні й магнітні поля, ортогональні одне одному, а також напрямку поширення хвиль. Світлові хвилі зараз зазвичай, розглядаються як електромагнітні хвилі, за винятком випадків, коли треба враховувати квантово-механічні явища.

#### Моделювання і розробка оптичних систем з використанням фізичної оптики
Для дослідження та проєктування оптичних систем, доступно багато спрощених наближень. Більшість із них використовують одну скалярну величину для представлення електричного поля світлової хвилі, а не використовують векторну модель з ортогональними електричним і магнітним векторами. Рівняння Гюйгенса–Френеля, є однією з таких моделей. Це було емпірично отримано Френелем 1815 року, на основі гіпотези Гюйгенса про те, що кожна точка на хвильовому фронті породжує вторинний сферичний хвильовий фронт, який Френель поєднав із принципом суперпозиції хвиль. Рівняння дифракції Кірхгофа, отримане з використанням рівнянь Максвелла, ставить рівняння Гюйгенса-Френеля на міцнішу фізичну основу. Приклади застосування принципу Гюйгенса–Френеля, можна знайти в дописах про дифракцію, та дифракцію Фраунгофера.
Більш суворі моделі, що передбачають моделювання як електричних, так і магнітних полів світлової хвилі, потрібні, коли йдеться про матеріали, електричні та магнітні властивості яких впливають на взаємодію світла з речовиною. Наприклад, поведінка світлової хвилі, яка взаємодіє з поверхнею металу, значно відрізняється від того, що відбувається, коли вона стикається з діелектричним матеріалом. Для моделювання поляризованого світла, також необхідно використовувати векторну модель.

#### Суперпозиція та інтерференція
За відсутності нелінійних явищ, принцип суперпозиції може бути використаний для передбачення вигляду взаємодійних форм сигналу, шляхом простого додавання збурень. Ця співдія хвиль для створення кінцевої картини, зазвичай називається «інтерференцією/накладанням» і може спричинити різноманітні наслідки. Якщо дві хвилі з однаковою довжиною хвилі та частотою перебувають у фазі, обидві вершини хвиль та їхні спади збігаються. Це приводить до творчої інтерференції та збільшення амплітуди хвилі, що для світла пов'язане з висвітленням вигляду хвилі в цьому місці. Водночас, якщо дві хвилі з однаковою довжиною хвилі та частотою не збігаються по фазі, то гребні однієї хвилі відповідатимуть западинам іншої хвилі, і навпаки. Це дає руйнівну інтерференцію та зменшення амплітуди (сплеску) хвилі, що для світла пов'язане із затемненням вигляду хвилі в цьому місці. Показ цього явища див. нижче.

Інтерференція двох хвиль, вгорі — підсумок

#### Дифракція та роздільна здатність
Дифракція, це процес, за допомогою якого найчастіше спостерігається інтерференція світла. Явище було вперше розтлумачено 1665 року, Франческо Марією Грімальді, який також ввів термін від латинського diffringere, «розривати на частини». Згодом, у тому ж столітті Роберт Гук та Ісаак Ньютон також визначили явища, які тепер знані як дифракція в кільцях Ньютона, а Джеймс Грегорі записав свої спостереження дифракційних картин від пташиного пір'я.
Першу фізичну оптичну модель дифракції, яка спиралася на принцип Гюйгенса–Френеля, розробив 1803 року Томас Юнг у інтерференційних дослідах з інтерференційними картинами двох близько розташованих щілин. Юнг показав, що його результати можна було б пояснити, лише якщо дві щілини діяли як два особливих джерела хвиль, а не корпускул. У 1815 і 1818 роках, Огюстен-Жан Френель твердо обґрунтував математику того, як інтерференція хвиль може пояснити дифракцію.

Дифракція на двох щілинах, розділених відстанню d. Яскраві смуги виникають уздовж ліній, де чорні лінії перетинаються з чорними лініями, а білі лінії перетинаються з білими лініями.

#### Дисперсія та розсіяння

Дисперсія світла під час проходження крізь призму

Процеси заломлення відбуваються в межах фізичної оптики, де довжина хвилі світла подібна до інших відстаней, як вид розсіювання. Найпростішим видом розсіювання є томсонівське розсіяння, яке виникає, коли електромагнітні хвилі відхиляються окремими частинками речовини. У допусках томсонівського розсіяння, в якому очевидна хвилеподібна природа світла, світло розсіюється незалежно від частоти, на відміну від комптонівського розсіювання, яке є частотно-залежним і суворо квантово-механічним процесом, що охоплює природу світла як частинок. У статистичному сенсі пружне розсіяння світла численними частинками, меншими за довжину хвилі світла, є процесом, відомим як розсіювання Релея, тоді як подібне явище щодо розсіювання частинками, котрі мають подібну або більшу довжину хвилі, знане як розсіяння світла кулеподібною частинкою з ефектом Тіндаля, є наочним результатом. Невелика частина розсіювання світла від атомів або молекул може зазнавати раманівського розсіяння, коли частота змінюється через збудження атомів і молекул. Бріллюенівське розсіяння відбувається, коли частота світла змінюється через локальні зміни з часом і рухами щільного матеріалу.

#### Поляризація
Поляризація — загальна властивість хвиль, яка визначає спрямованість їх коливань. Для поперечних хвиль, як-от велика кількість електромагнітних хвиль, вона описує орієнтацію коливань у площині, перпендикулярній до напрямку руху хвилі. Коливання можуть бути спрямовані в одному напрямку (лінійна поляризація), або напрямок коливань може обертатися під час руху хвилі (кругова або еліптична поляризація). Циркулярно поляризовані хвилі, можуть обертатися праворуч або ліворуч у напрямку руху, і те, яке з цих двох обертань присутнє у хвилі, називається поляриметрією хвилі.
Типовим способом розгляду поляризації є відстеження напрямку вектора електричного поля під час поширення електромагнітної хвилі. Вектор електричного поля плоскої хвилі, можна довільно поділити на дві перпендикулярні складові, позначені x і y (де z вказує напрямок поширення). Форма, окреслена в площині x-y вектором електричного поля, є фігурою Ліссажу, яка визначає стан поляризації. На наступних рисунках показано деякі приклади еволюції вектора електричного поля (синій) з часом (вертикальні осі) у певній точці простору разом із його складовими x і y (червоний/ліворуч і зелений/праворуч), і шлях, прокреслений вектором у площині (фіолетовий): така сама еволюція відбуватиметься, якщо дивитися на електричне поле в певний час під час розвитку точки в просторі вздовж напрямку, протилежному поширенню. Види поляризації:

Polarisation (Linear)

Polarisation (Elliptical)

Polarisation (Circular)

## Сучасна оптика

### Лазери
Лазер — пристрій, який випромінює світло, своєрідне електромагнітне випромінювання, завдяки процесу, який називається вимушеним випромінюванням. Термін «laser/лазер» є абревіатурою від «Light Amplification by Stimulated Emission of Radiation/Посилення світла вимушеним випромінюванням».

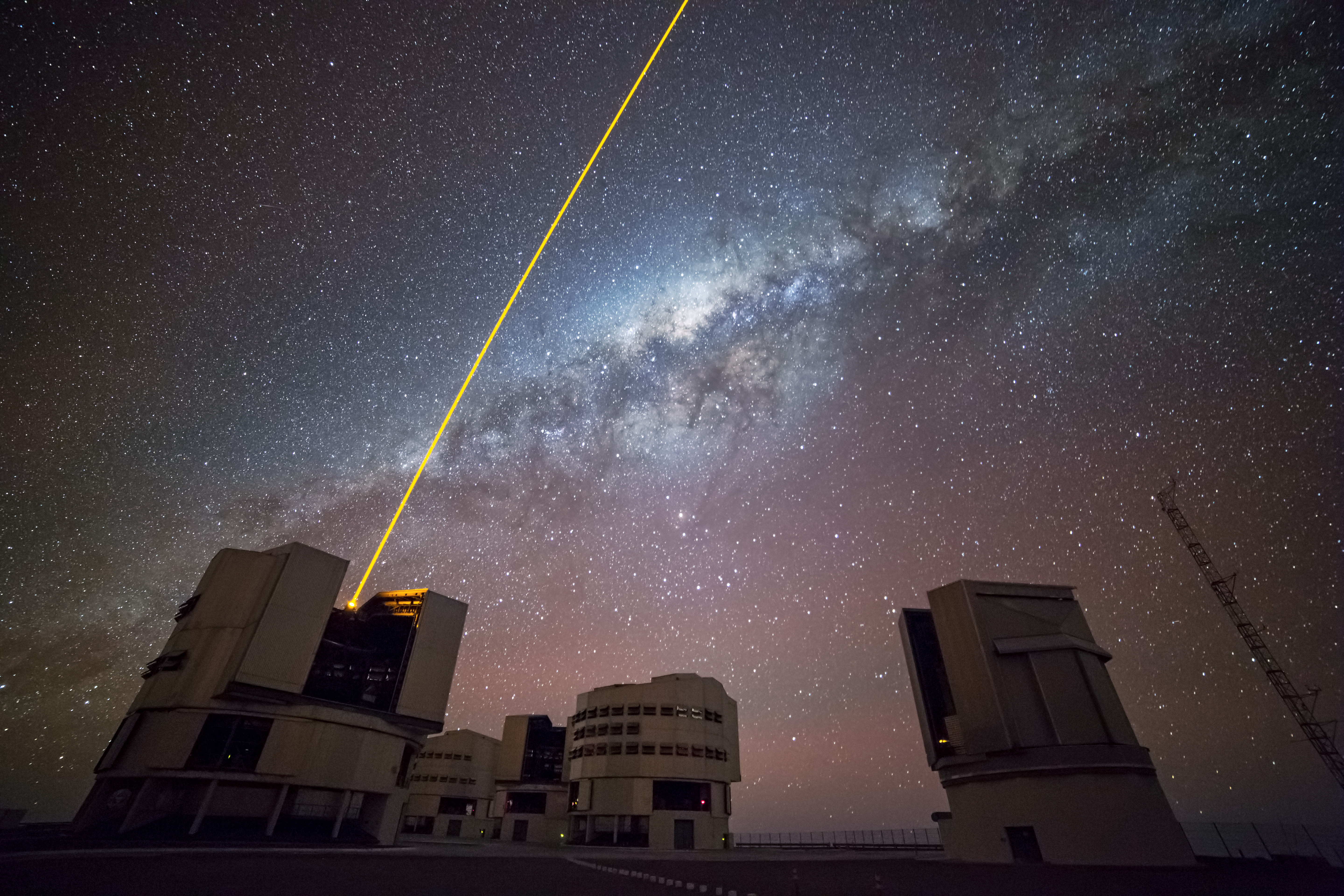
Дуже великий телескоп, його лазерний промінь

Лазерне світло зазвичай, є просторово когерентним, що означає, що світло або випромінюється у вигляді вузького пучка з низькою розбіжністю, або може бути перетворено на один промінь за допомогою оптичних компонентів, таких як лінзи. Оскільки мікрохвильовий відповідник лазера, мазер, розробили першим, пристрої, які випромінюють мікрохвилі та радіочастоти, зазвичай називають мазерами.
Перший робочий лазер був представлений 16 травня 1960 року Теодором Майманом у дослідницькій лабораторії Хьюза. Коли вони були вперше винайдені, вони називалися «рішення, що шукає проблему». Відтоді лазери перетворилися на багатомільярдну індустрію, знайшовши придатність в тисячах дуже різноманітних застосувань. Першим застосуванням лазерів у повсякденному житті населення, був сканер штрих-кодів супермаркетів, представлений 1974 року.

### Нелінійна оптика
Охоплює коло явищ, що виникають при взаємодії інтенсивного електромагнітного випромінювання оптичного діапазону спектру з середовищем.
У разі взаємодії інтенсивного оптичного випромінювання з середовищем, втрачається лінійна залежність поляризації середовища з напруженістю електричного поля електромагнітної хвилі, що призводить до появи нелінійних оптичних ефектів.

## Прикладна оптика

### Людське око

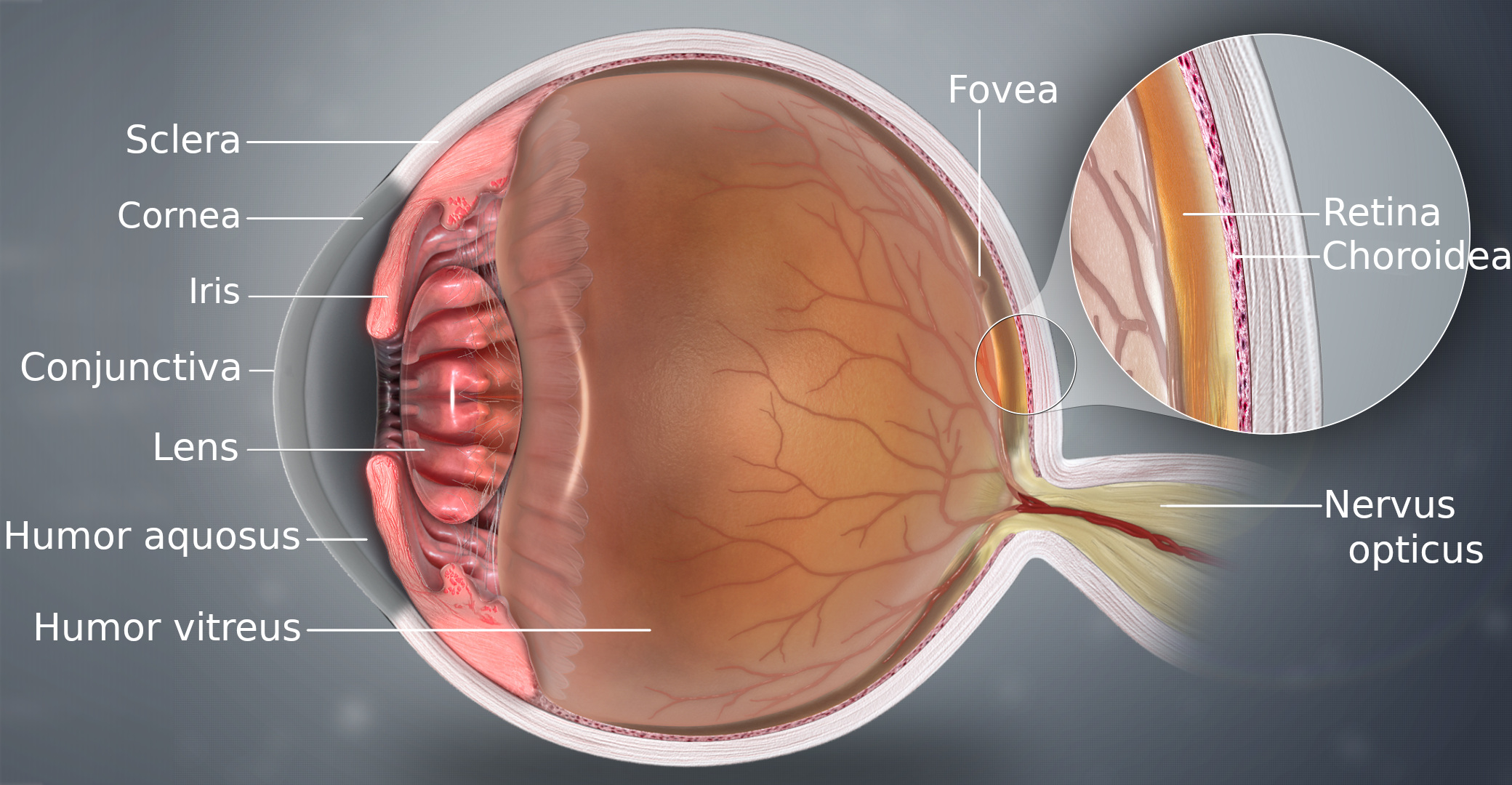
3D структура ока

Людське око працює шляхом скупчення світла на шар фоторецепторних клітин, званий сітківкою, яка утворює внутрішню оболонку задньої частини ока. Фокусування здійснюється послідовною вервечкою прозорих середовищ. Світло, що потрапляє в око, спочатку проходить крізь рогівку, яка забезпечує більшу частину оптичної сили ока. Потім світло продовжує рух крізь рідину безпосередньо за рогівкою — передню камеру, а після проходить крізь зіницю. Далі світло просочується крізь лінзу, яка скупчує світло ще дужче, та дозволяє керувати фокусом. Потім світло проходить крізь основну рідину в оці — склисте тіло — і нарешті досягає сітківки. Клітини сітківки вистилають задню частину ока, за винятком місця виходу зорового нерва; це обумовлює наявність сліпої плями.

#### Зорові ефекти
Оптичні омани (також звані зоровими ілюзіями) відзначаються сприйнятими зором образами, які

Облуда Понцо спирається на те, що паралельні лінії, здається, сходяться, коли вони наближаються до нескінченності.

відрізняються від справжньої дійсності. Дані, зібрані оком, обробляються в мозку, щоби дати таке сприймання, яке відрізняється від сприйняття об'єкта, що відображається. Оптичні облуди можуть бути наслідком різноманітних впливів, зокрема фізичних явищ, що створюють зображення, які відрізняються від предметів, котрі їх насправді створюють, фізіологічний вплив на очі та мозок, надмірної спонуки (наприклад, яскравості, нахилу, кольору, руху) та когнітивні ілюзії, коли око та мозок роблять несвідомі висновки.
Деякі з когнітивних ілюзій, є вислідом несвідомого неправильного застосування певних оптичних принципів. Наприклад, кімната Еймса, ілюзія Герінга, Мюллера-Лайєра, Орбісона, Понцо та Вундта спираються на припущення (навіювання) про видимість відстані за допомогою збіжних і розбіжних ліній, так само, як рівнобіжні світлові промені (або навіть будь-який набір паралельних ліній), здається, сходяться в точці зникнення на нескінченності в двовимірних зображеннях з художньою перспективою. Це припущення також відповідає за знамениту оману Місяця, коли супутник, попри той самий кутовий розмір, здається набагато більшим біля обрію, ніж у зеніті. Ця ілюзія настільки збентежила Птолемея, що він неправильно приписав її атмосферному заломленню, коли тлумачив це у власному трактаті «Оптика».

#### Оптичні прилади
Поодинокі лінзи мають різноманітне застосування, зокрема це фотооб'єктиви, коригувальні лінзи та збільшувальні окуляри, тоді як поодинокі дзеркала використовуються в параболічних відбивачах і дзеркалах заднього виду. Поєднання низки дзеркал, призм і лінз, створює складні оптичні прилади, які мають прикладне застосування. Наприклад, перископ — це просто два плоских дзеркала, вирівняні так, щоби можна було оглядати навколишні перешкоди. Найвідомішими складними оптичними інструментами в науці є мікроскоп і телескоп, які обидва були винайдені голландцями наприкінці 16 століття.
Спочатку мікроскопи мали лише дві лінзи: об'єктив і окуляр. Лінза об'єктива, по суті, є збільшувальним склом і була розроблена з дуже малою фокусною відстанню, тоді як окуляр зазвичай, має більшу фокусну відстань. Це забезпечує створення збільшених зображень близьких предметів. Здебільшого разом, використовується додаткове джерело освітлення, оскільки збільшені зображення стають тьмянішими через збереження енергії та поширення світлових променів на більшу площу поверхні. Сучасні мікроскопи, знані як складані мікроскопи, мають багато лінз (зазвичай чотири) для покращення функціональності та підвищення сталості зображення. Дещо інший різновид мікроскопа — порівняльний мікроскоп, розглядає зображення розташовані поруч, щоб отримати стереоскопічне бінокулярне зображення, яке здається тривимірним, коли використовується людьми.

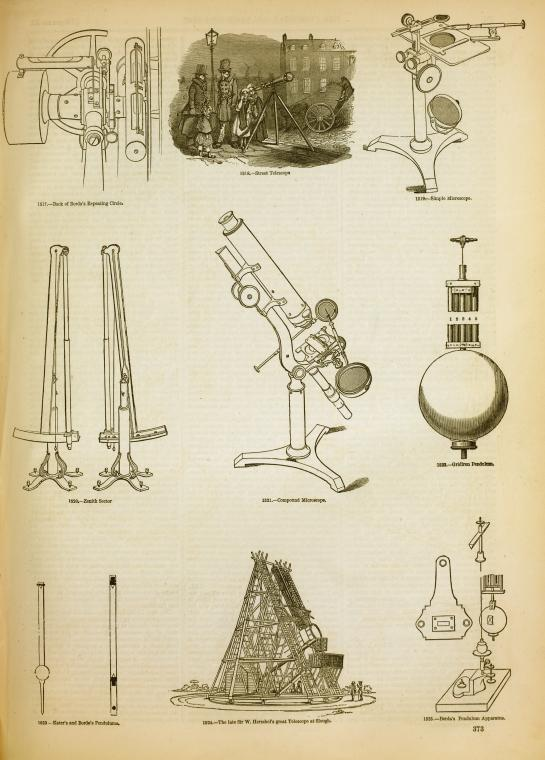
Optical Devices England 1858

Відомі оптичні прилади:
- Офтальмометр
- Збільшувальне скло Optical Devices England 1858
- Камінь для читання (старовина)
- Окуляри
- Телескоп
- Бінокль
- Підзорна труба
- Мікроскоп
- Спектроскоп
- Лазер
- Поляриметр
- Стереоскоп
- FSO (технологія)
- Поляризатор
- Аномалоскоп
- Знімальна камера
- Далекомір (фотоапарат)
- Рефрактометр
- Лідар
- Тахеометр
- Перископ
- Інтерферометр Майкельсона
- Оптичний приціл
- Артилерійська панорама
- Дверне вічко
- Калейдоскоп

### Фотографія

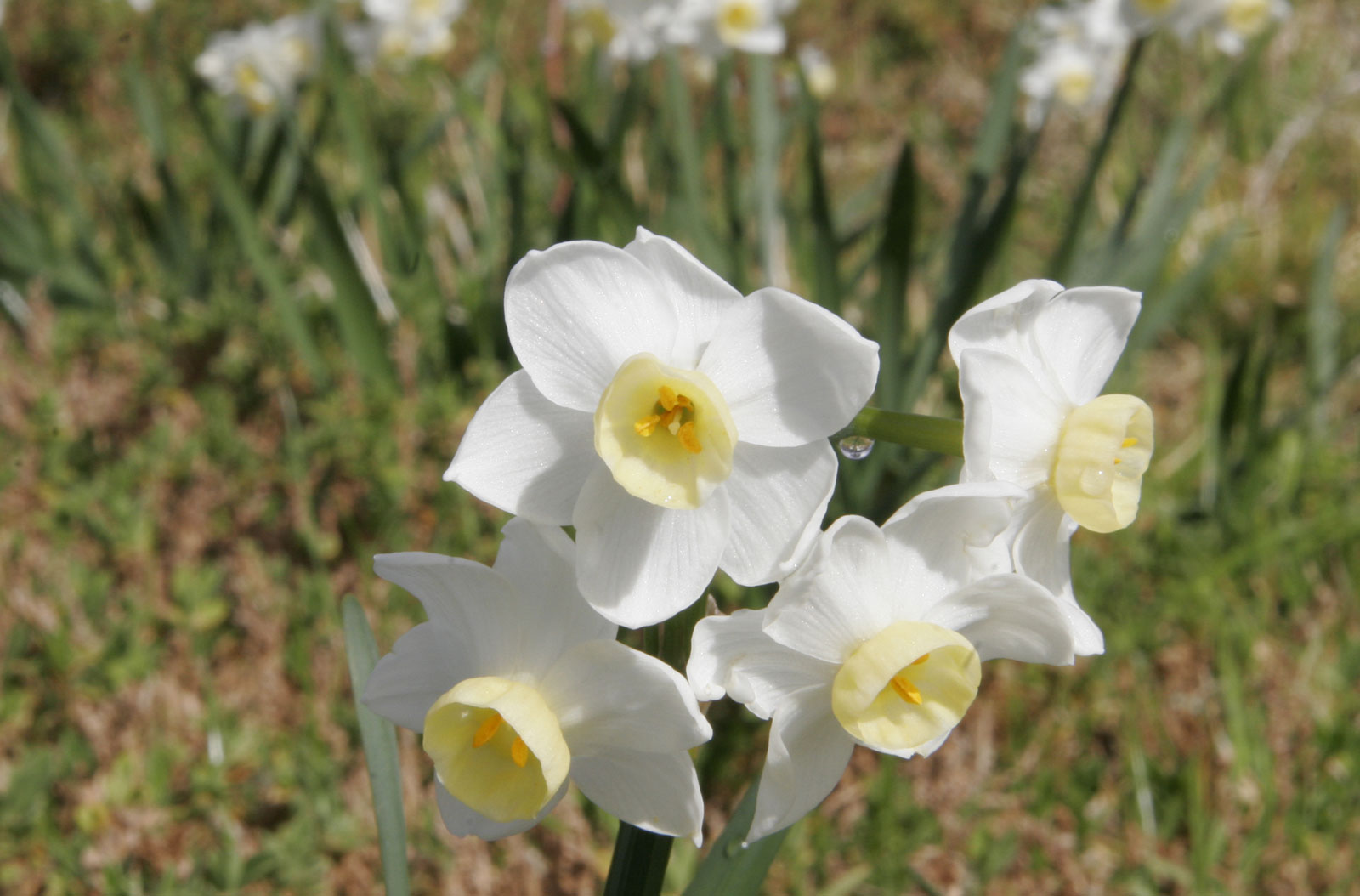
Знімок з діафрагмою f/32

Оптика фотографії охоплює як об'єктиви, так і середовище, в якому реєструється електромагнітне
випромінювання, чи то пластина, плівка або прилад з зарядовим зв'язком. Фотографи повинні враховувати взаємність камери та знімка, що підсумовується співвідношенням
Експозиція ∝ Площа діафрагми × Час експозиції × Яскравість сцени

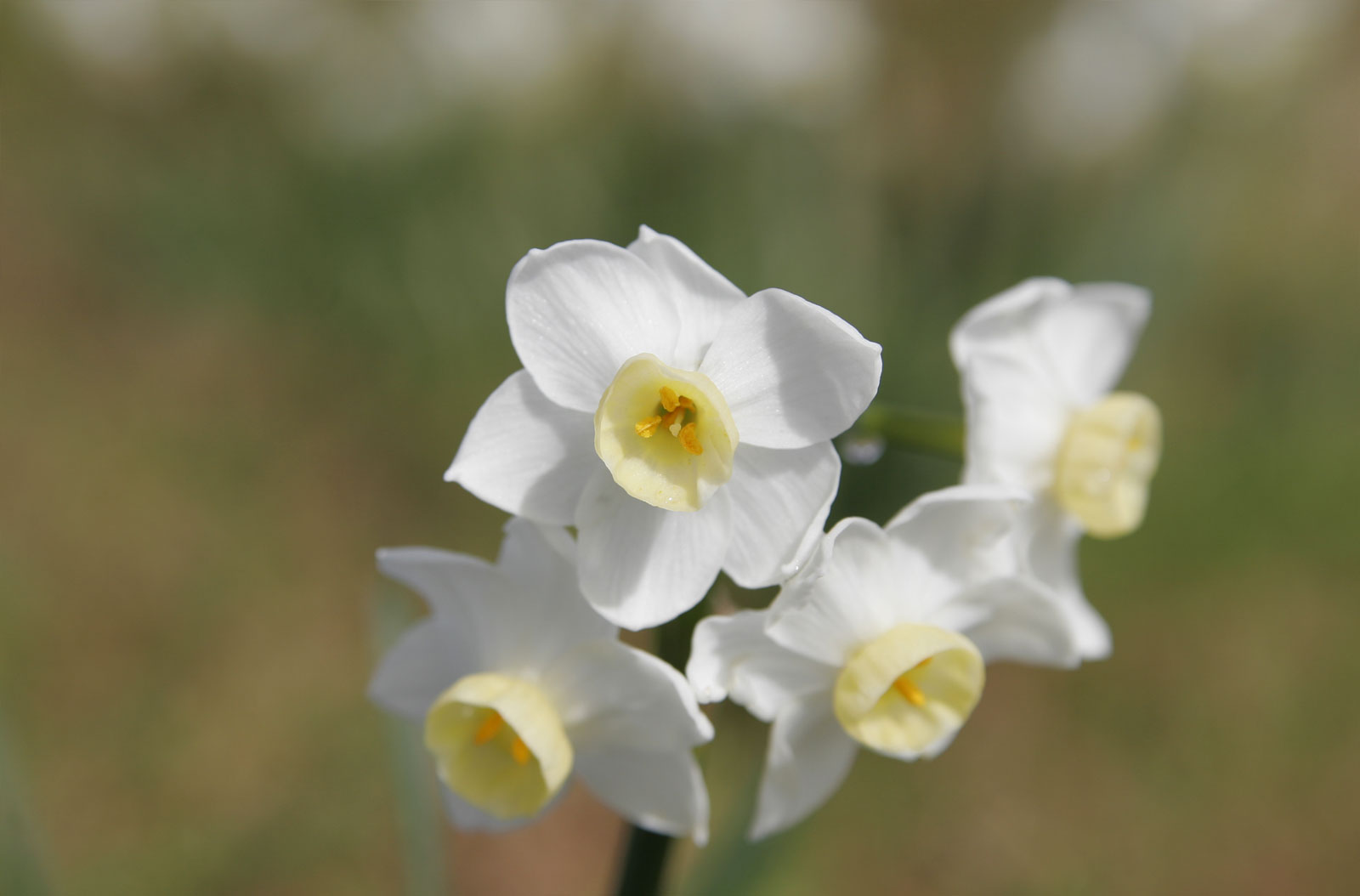
Знімок з діафрагмою f/5

Іншими словами, чим менше діафрагма (що забезпечує більшу глибину різкості), тим менше світла надходить, тож треба збільшити тривалість часу (що призводить до можливого розмиття зображення,
якщо відбувається рух). Прикладом використання закону взаємності, є правило F/16 (Sunny 16), яке дає приблизну оцінку налаштувань, необхідні оцінки правильної експозиції за денного світла.

### Атмосферна оптика
Вивчення оптичних явищ в атмосфері, які викликаються розсіюванням, поглинанням, заломленням та дифракцією світла в повітрі, як-от явища сутінків, заграв, марева, веселки, гало та їхній зв'язок з погодою.

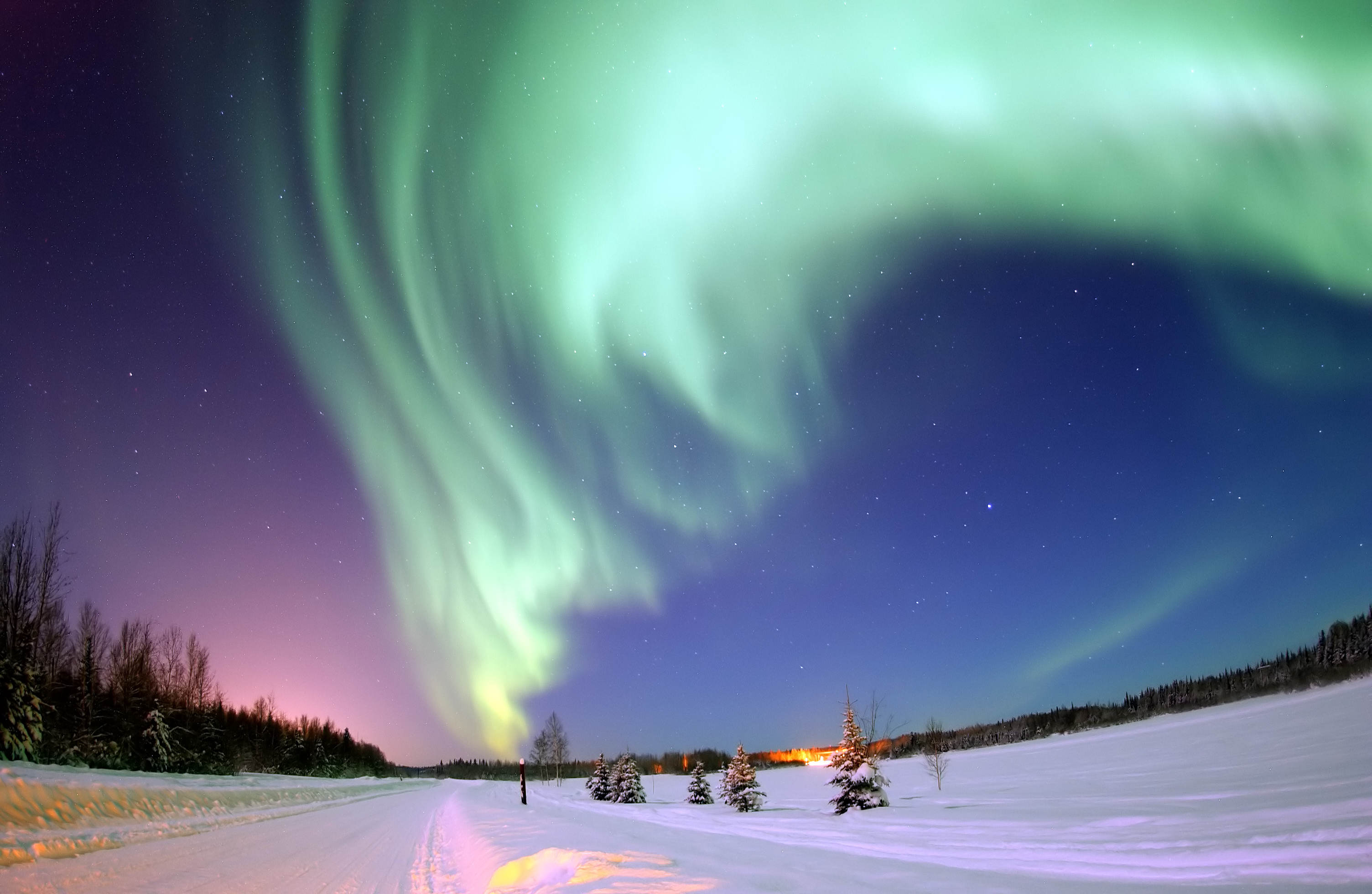
Полярне сяйво, Аляска, США

Особливі оптичні властивості атмосфери викликають велику кількість захопливих оптичних явищ. Блакитний колір неба є прямим наслідком релеївського розсіювання, яке перенаправляє високочастотне (блакитне) сонячне світло назад у поле зору спостерігача. Оскільки синє світло розсіюється легше, ніж червоне світло, сонце набуває червонуватого відтінку, коли його спостерігати крізь густу атмосферу, наприклад під час сходу чи заходу сонця. Додаткові частинки в небі можуть розсіювати різні кольори під різними кутами, створюючи барвисте сяйне небо в сутінках і на світанку. Розсіювання кристалів льоду та інших частинок в атмосфері є відповідальними за гало, післясвітіння, корони, сутінкові промені та паргелій. Різниця в таких явищах зумовлена різними розмірами та геометрією частинок. Міражі — це оптичні явища, під час яких світлові промені викривляються через температурні коливання показника заломлення повітря, утворюючи зміщені або дуже спотворені зображення віддалених об’єктів. Інші драматичні оптичні явища, пов’язані з цим, охоплюють ефект Нової Землі, коли Сонце, здається, сходить раніше, ніж передбачалося, має спотворену форму. Надзвичайна форма заломлення виникає з інверсією температури, яка називається Fata Morgana, де об’єкти на горизонті або навіть за обрієм, як-от острови, скелі, кораблі чи айсберги, здаються витягнутими та піднятими, як «казкові замки».